# 3132 Landgraf
3132  Landgraf eller 1940 WL är en asteroid i huvudbältet som upptäcktes den 29 november 1940 av den finska astronomen Liisi Oterma vid Storheikkilä observatorium. Den har fått sitt namn efter den tyske astronomen Werner Landgraf.
Asteroiden har en diameter på ungefär 26 kilometer.